# Andries Brouwer
Pour les articles homonymes, voir Brouwer.
Andries Evert Brouwer, né le 3 avril 1951 à Amsterdam, est un mathématicien et informaticien néerlandais, professeur à l'université de technologie d'Eindhoven.

## Biographie
Brouwer a remporté les Olympiades néerlandaises de mathématiques en 1967. En 1968, il obtient son baccalauréat et, en 1971, il passe l'examen de doctorat en mathématiques. Il soutient une thèse de mathématiques à l'université libre d'Amsterdam en 1976 sous la direction de Maarten Maurice et Pieter Baayen, tous deux étudiants de Johannes De Groot (en), avec une thèse intitulée « Treelike Spaces and Related Topological Spaces ». 
Après l'obtention de son diplôme, Brouwer a commencé sa carrière universitaire au Mathematisch Centrum, devenu plus tard Centrum voor Wiskunde en Informatica. De 1986 à 2012, il a été professeur à l'université de technologie d'Eindhoven (TU/e). 
En 2004, il a reçu un doctorat honorifique de l'université d'Aalborg. 

## Travaux
Combinatoire
Il a publié une douzaine d'articles en théorie des graphes, en théorie des codes et dans d'autres branches de la combinatoire, la plupart d'entre eux étant cosignés. Parmi ses coauteurs, on retrouve neuf coauteurs de Paul Erdős, ce qui lui donne un nombre d'Erdős de 2.
Hack
Brouwer est connu pour être en 1984 le créateur d'une version étendue du jeu Hack, à l'origine écrit en 1982 par Jay Fenlason, et qui servit de base pour NetHack. 
En décembre 1984, alors qu'il travaillait au Centrum Wiskunde & Informatica (CWI), il a fait la première diffusion publique de Hack sur Usenet. Hack était une implémentation de Rogue, écrit à l'origine en 1982 par Jay Fenlason et d'autres, mais Brouwer l'a fortement modifié et développé. Il a distribué un total de quatre versions de Hack entre décembre 1984 et juillet 1985.
Le code source a été publié en tant que logiciel libre, et il a été largement copié, joué et porté sur de multiples plateformes informatiques. Lorsque Mike Stephenson a réuni une grande équipe de développement via Usenet pour produire une version améliorée en 1987, incorporant les changements de nombreux dérivés du Hack, ils ont respecté les souhaits de Brouwer en renommant leur jeu NetHack, car Brouwer pourrait « ...éventuellement sortir une nouvelle version de son propre chef ». 
Noyau Linux
Brouwer a également participé au développement de systèmes de type Unix basés sur le noyau Linux. Il était auparavant le mainteneur du programme des pages de manuel man et le responsable du projet de pages de manuel Linux (de 1995 à 2004) et il est responsable du noyau dans les domaines de la géométrie des disques et de la gestion des partitions dans le noyau linux,.
Brouwer est également spécialiste des aspects de sécurité de Unix et de Linux pour l'EiPSI (Eindhoven Institute for the Protection of Systems and Information), l'institut de recherche de TU/e en sécurité de l'information.

## Publications
- Andries Brouwer, Arjeh Cohen et Arnold Neumaier, Distance Regular Graphs, Springer-Verlag, coll. « Ergebnisse der Mathematik und ihrer Grenzgebiete 3.19 », août 1989 (ISBN 0-387-50619-5)[8]
- Andries Brouwer et Willem Haemers, Spectra of Graphs, Springer, 16 décembre 2011, 250 p. (ISBN 978-1-4614-1938-9)